# Nest (Geologie)
Als Nest bezeichnet man in der Geologie kleinere und unregelmäßig geformte Mineral- oder Gesteinsmassen, die sich in einer fremden Gebirgsformation befinden. Der Bergmann bezeichnet solche Mineralmassen auch als Butzen, Putzen oder Werke. Gelegentlich werden auch Stöcke, die sehr geringe Dimensionen haben, als Nester bezeichnet. Nester gehören zu den eingelagerten unregelmäßigen Lagerstätten. Es sind meist zusammenhanglose und unbedeutende Vorkommen. Früher wurden  Nester, in denen sich Erz befand (Erznester), mittels Duckelbau abgebaut.

## Entstehung und Aufbau
Nester können auf verschiedene Arten entstehen. Meistens entstehen sie, indem sich fremde Mineralmassen in einem Hohlraum der Erdrinde ansammeln und ablagern. Diese Hohlräume sind häufig Gebirgsspalten oder trichterförmige Vertiefungen. Die Ablagerungen bestehen entweder aus Erzen oder anderen Mineralien. Die eingelagerte Mineralien stammen oftmals aus der Zerstörung älterer Lagerstätten. Es gibt aber auch durch andere Entstehungsweisen. So bildet zum Beispiel das Raseneisenerz, dessen Lagerstätten sich meist zu abgebrochenen, abgesonderten runden oder ovalen Stellen ausbilden, gelegentlich auch einzelne Nester. Neben diesen harten Mineralien können auch Nester aus Sandeinlagerungen bestehen. Nester haben in der Regel nur kleine Abmessungen sowohl im Streichen als auch im Fallen. Sie sind gewissermaßen Stöcke im Kleinen. Mehrere zusammenhängende Nester bezeichnet man als Nesterwerk oder bergmännisch als Butzenwerk.